# Улица Вячеслава Шишкова
Улица Вячесла́ва Шишко́ва — улица в городе Пушкине (Пушкинский район Санкт-Петербурга). Проходит от Песочной улицы до улицы Генерала Хазова.

## История

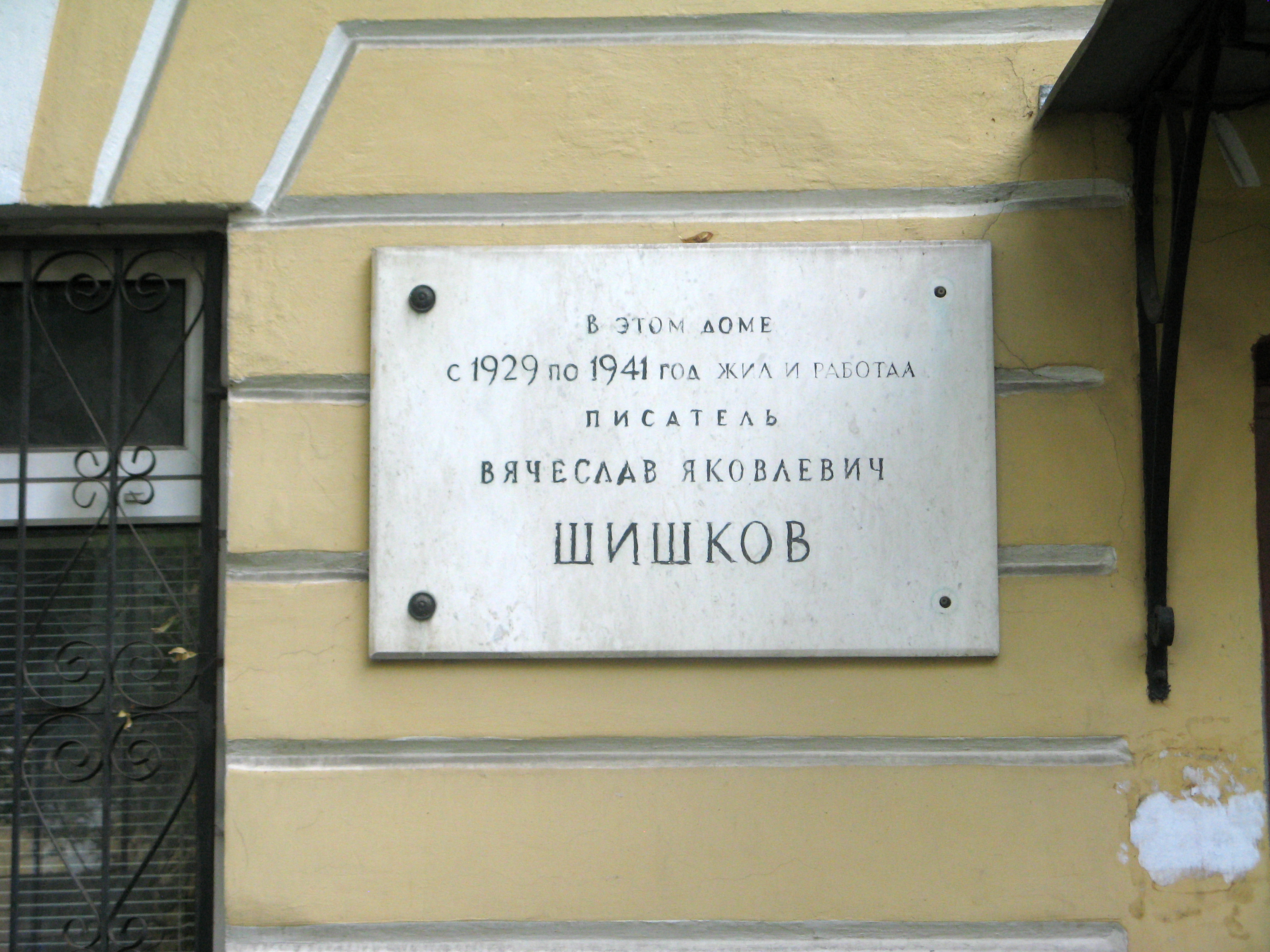
Мемориальная доска на доме, где жил В. Я. Шишков

Название было присвоено 15 мая 1965 года в честь русского писателя В. Я. Шишкова, проживавшего в Пушкине в 1927—1941 годах (в доме 9/12 по Московской улице).
Нумерация улицы Вячеслава Шишкова начинается с дома 12 (85/12 по Ленинградской улице; построен в 1985 году). Это связано с тем, что улица должна была начинаться от Октябрьского бульвара.
28 августа 2013 года к улице Вячеслава Шишкова присоединили 130-метровый фрагмент от Ленинградской до Песочной улицы.

## Застройка
Большую часть застройки нечётной стороны (от дома 22 до улицы Генерала Хазова) занимает садоводство «Коллективный сад № 7».

## Перекрёстки
- Ленинградская улица
- бульвар Алексея Толстого
- улица Генерала Хазова